# Hadibu
Hadibu (in arabo: حاديبو ), anche nota con il nome di Tamrida, è un piccolo agglomerato urbano e capoluogo dell'isola  e del governatorato di Socotra, nello Yemen. È stata la capitale isolana del Sultanato Mahra di Qishn e Socotra.
Qui si trovano la "Socotra Woman's Association" e la "Socotra Ecotourism Society". Al momento esistono solo 3 piccoli hotel per ospitare i turisti provenienti dallo Yemen. Gli abitanti sono dediti all'allevamento di capre e alla pesca.
È il punto di arrivo per la principale attrazione turistica dell'isola: la spiaggia di Qalansiyah (all'estremo ovest), dalla quale dista circa due ore.

## Storia
Fin dai tempi più antichi la città di Hadibu ha ospitato insediamenti umani, fu quasi sempre un importante punto di riferimento per tutta l'isola di Socotra.

## Economia

### Turismo
Nonostante Hadibu goda di un bellissimo centro storico (in parte danneggiato dagli eventi atmosferici di quest'ultimo decennio) e di numerose moschee, il turismo non è sviluppato. I pochi turisti sono attratti dalle attrazioni naturalistiche che offre l'isola di Socotra, ma non guardano i bellissimi centri storici delle città limitrofe.
L'economia della città di Hadibu è caratterizzata prevalentemente dalla pesca e dalla coltivazione di datteri. Molto diffuso è il pascolo.
In seguito all'apertura dell'aeroporto, che collega l'isola alla terraferma, molti commercianti yemeniti si sono trasferiti sull'isola, aiutando l'economia, anche se la guerra dello Yemen e i rari fenomeni atmosferici hanno penalizzato molto l'economia della città, un tempo basata sul commercio e sulla pesca.

## Urbanizzazione
L'urbanistica della città di Hadibu è molto complessa per via dell'abusivismo e degli eventi atmosferici che in questo ultimo decennio hanno colpito l'isola.
Purtroppo, la città è stata battuta da diversi uragani (eventi straordinari per la zona), che ne hanno devastato soprattutto il centro storico. Gli abitanti la stanno lentamente ricostruendo.
La città di Hadibu, inoltre, ha diverse moschee.

## Infrastrutture e trasporti
Hadibu è servita dall'Aeroporto di Socotra che garantisce il collegamento con lo Yemen interno e gli altri stati della penisola arabica.